# Fernando Monteiro de Castro Soromenho
Fernando Monteiro de Castro Soromenho (Chinde, 31 de gener de 1910 – São Paulo, 18 de juliol de 1968) fou un periodista, ficcionista i etnòleg moçambiquès. És considerat un escriptor del moviment neorealista portuguès així com narrador de la literatura angolesa.

## Biografia
Castro Soromenho va néixer a Moçambic i amb un any d'edat la seva família marxà cap a Angola. Era fill d'Artur Ernesto de Castro Soromenho, governador de Lunda, e de Stela Fernançole de Leça Monteiro, natural de Porto i de família capverdiana. Entre 1916 e 1925 va fer estudis primaris i secundaris a Lisboa. Va tornar a Angola, on treballà per la Companhia de Diamantes de Angola i després ingressà als quadres administratius d'Angola, treballant als sertões de l'est de la colònia. Posteriorment va treballar com a redactor del Diário de Luanda. Em 1937 va tornar a Lisboa, col·laborant a les publicacions Humanidade (setmanari del Diário Popular), A Noite, Jornal da Tarde, O Século, Seara Nova, O Diabo, O Primeiro de Janeiro i Dom Casmurro. També va col·laborar en una crònica sobre els "exploradors portuguesos a Àfrica", n. 12 del setmanari Mundo Literário (1946–1948). (1946–1948).
Em 1949 es va casar amb Mercedes de la Cuesta a l'Argentina. A causa de les seves crítiques al règim salazarista, fou obligat a marxar a l'exili a França en 1960. Més tarde marxà cap als Estats Units d'Amèrica, on fou professor a la Universitat de Wisconsin de literatura portuguesa. Va tornar a França l'agost de 1961 i col·laborà amb les revistes Présence Africane i Révolution. El desembre de 1965 marxà a viure a Brasil, on va morir. A Brasil va fer cursos a la Facultat de Filosofia, Ciències i Lletres de la Universitat de São Paulo i a la Facultat de Filosofia, Cièncias i Lletres d'Araraquara.
També es va dedicar a l'estudi de l'etnografia angolesa, i fou un dels fundadors del Centro de Estudos Africanos de la Universitat de São Paulo.

## Obres
- Lendas negras (contes) (1936)
- Nhari: o drama da gente negra (contes i novel·les) (1938)
- Imagens da cidade de S. Paulo de Luanda (1939)
- Noite de angústia (narració) (1939)
- Homens sem caminho (narració) (1941)
- Sertanejos de Angola (història) (1943)
- A aventura e a morte no sertão: Silva Pôrto e a viagem de Angola a Moçambique (història) (1943)
- Rajada e outras histórias (contes) (1943)
- A expedição ao país do oiro branco (história) (1944)
- Mistérios da terra (etnografia) (1944)
- Calenga (contes) (1945)
- A maravilhosa viagem dos exploradores portugueses (etnografia) (1946)
- Terra morta (narració) (1949)
- Samba (conte) (1956)
- A voz da estepe (conte) (1956)
- Viragem (narració) (1957)
- Histórias da terra negra (contes, novel·les i una narrativa) (1960)
- Portrait: Jinga, reine de Ngola et de Matamba (1962)
- A chaga (narració) (1970)